# Pavel Ambros
Pavel Ambros (* 19. září 1955, Přílepy) je spirituální teolog bývalý ředitel Centra Aletti v Olomouci,  do roku 2019 vedoucí katedry Spirituální teologie na Cyrilometodějské teologické fakultě Univerzity Palackého v Olomouci, člen Tovaryšstva Ježíšova, katolický kněz. Ve své publikační činnosti se zabývá problematikou vztahu víry a kultury současného člověka v Evropě, mezináboženského a ekumenického dialogu. Ve svých textech zohledňuje východní i západní tradici. Zabývá se spirituálními a pastorálními otázkami, evangelizací, inkulturací a celou činností církve v dnešním světě, včetně její ekumenické dimenze. Těžištěm jeho odborného zájmu jsou otázky kontinuity a diskontinuity křesťanských tradice, studií křesťanského Východu, cyrilometodějské tradice a ruského náboženského myšlení.

## Život
Pavel Ambros vstoupil tajně v roce 1976 do jezuitského řádu. V roce 1982 ukončil studium teologie na Cyrilometodějské bohoslovecké fakultě Univerzity Karlovy se sídlem Litoměřicích a byl vysvěcen na kněze. Po absolvování vysoké školy působil do roku 1990 v několika farnostech olomoucké arcidiecéze jako kaplan (Valašské Klobouky, Bílovice (okres Uherské Hradiště)) a administrátor (Žeravice, Ježov, Syrovín). V roce 1990 byl jmenován spirituálem kněžského semináře v Olomouci. V této době se spolupodílel na přípravě katechetického kurzu v Olomouci, spolupracoval na vydávání nových učebnic náboženství a pracoval mezi vysokoškolskou mládeží. V letech 1991–1995 studoval na Fakultě východní teologie Papežského orientálního institutu, v teologicko-patristické sekci, kde získal pode vedením profesora Marka I. Rupnika doktorát (1995). Roku 1991 byl jmenován spirituálem Papežské koleje sv. Jana Nepomuckého v Římě a po třech letech byl svými představenými povolán do pracovního týmu, který vedl mezinárodní kolej Al Gesù rovněž v Římě. Od roku 1995 přednášel na Cyrilometodějské teologické fakultě v Olomouci jako odborný asistent pastorální a spirituální teologie. Od roku 1996 je ředitelem kulturního a badatelského centra České provincie Tovaryšstva Ježíšova Centrum Aletti v Olomouci. Po své habilitaci prací Křesťan a život ve světě. Odkaz předkoncilní diskuse teologie laikátu a druhého vatikánského koncilu dnešní praxi církve v oboru pastorální teologie (1997) byl jmenován vedoucím Katedry pastorální a spirituální teologie. V letech 1997–2003 byl děkanem Cyrilometodějské teologické fakulty v Olomouci. Byl generálním sekretářem Plenárního sněmu Katolické církve v České republice (2002–2004). V roce 2002 byl jmenován profesorem v oboru teologie. Byl předsedou Oborové rady doktorského studijního programu praktické teologie (2002–2008) a členem Oborové rady doktorského studijního programu Rozvojová pomoc Přírodovědecké fakulty Univerzity Palackého v Olomouci (od roku 2008). Byl garantem předmětů pastorální teologie, studium křesťanského Východu, mezináboženský dialog a ekumenická teologie. Granty a vědecké záměry: výzkumný záměrem Jednotná Evropa a křesťanství (CEZ: J14/98 – 152600021), 1999–2004, hlavní řešitel; grantový úkol GA ČR, Kontinuita a diskontinuita tradic křesťanského Východu (č. 401/06/0269), 2006–2008, hlavní řešitel; grantový úkol SIVV, Východ – Západ, teologie v dialogu (č. CMTF/2010/015), 2010–2011, hlavní řešitel. Je odborným poradcem České biskupské konference pro konzultace vyjádření v mediích v oblasti pastorální teologie, studium křesťanského Východu a ekumenismu.

## Dílo
Knihy
- I vestigi della spiritualità dell'Oriente cristiano slavo e la loro attualità in Boemia e Moravia d'oggi, Roma, PIO 1995, 112 stran.
- Křesťan a život ve světě. Odkaz předkoncilní diskuse teologie laikátu a druhého vatikánského koncilu dnešní praxi církve, Olomouc, Univerzita Palackého 1998, 196 stran.
- Kam směřuje česká katolická církev. Teologie obnovy, Velehrad, Refugium 1999, 370 stran.
- O modlitbě. Denní modlitba církve na Východě a na Západě, Velehrad, Refugium, 2000, 77 stran.
- Teologicky milovat církev. Vybrané statě z pastorální teologie, Velehrad – Olomouc, Refugium 2003, 459 stran.
- Svoboda k alternativám. Kontinuita a diskontinuita křesťanských tradic, Olomouc, Refugium 2008, 854 stran.
- Edward G. Farrugia, Encyklopedický slovník křesťanského Východu, Olomouc, Refugium 2010, 1039 stran (odpovědný redaktor rozšířeného českého vydání).
- Velehrad – Řím. Modlil se tváří k Východu. Tomáš kardinál Špidlík, 17. 12. 1919 – 16. 4. 2010, Olomouc, Refugium 2010, 354 stran (editor).
- Křest. Průvodce k obnově křestního vyznání, Refugium, Olomouc 2011, Olomouc, Refugium 2011, 261 stran.
- Laik a jeho poslání. Mučednictví - svědectví, Olomouc, Refugium 2011, 231 stran.

Články
- AMBROS, Pavel. Návrat k „srdci“ před „dlouhou cestou“. Slovo na úvod. In:  Tajemství srdce. 1. vyd. Velehrad: Refugium Velehrad-Roma, 1999. ISBN 80-86045-03-X. S. 5–7.